# Sagem
SAGEM (Société d’Applications Générales de l’Electricité et de la Mécanique – pol. Towarzystwo Ogólnych Zastosowań Elektryczności i Mechaniki) – francuskie przedsiębiorstwo, zajmujące się produkcją telefonów komórkowych, projektorów, kamer cyfrowych i innych urządzeń elektronicznych. Część przedsiębiorstwa zajmuje się produkcją elektronicznych urządzeń dla wojska. Obecnie firma Sagem znajduje się w grupie Safran.
W 2008 roku sprzedaż wyniosła 951 mln euro (wraz z Safran Electronics).
Przedsiębiorstwo zatrudnia (wraz z innymi zależnymi spółkami) 6600 pracowników (stan z 30 czerwca 2009) w Europie, Azji Południowo-Wschodniej oraz Ameryce Północnej.

## Działalność
Od początku istnienia firma Sagem zajmuje się technologiami łączności oraz telekomunikacji.
Swoją pozycję wśród producentów telefonów komórkowych firma Sagem stara się umacniać dzięki wprowadzaniu innowacji technologicznych, takich jak: wbudowane aparaty fotograficzne, kolorowe wyświetlacze, usługi WAP itp.
Partnerskie stosunki przemysłowe i handlowe z innymi firmami telekomunikacyjnymi umożliwiły dostęp do nowych rynków, takich jak Chiny (spółka joint-venture „Ningbo Bird Sagem Electronics Corporation Ltd.” z firmą Bird, producentem telefonów komórkowych) czy Brazylia (spółka współzależna z Gradiente mająca na celu prowadzenie produkcji i marketingu telefonów komórkowych Sagem).
Umiejętność wdrażania innowacji doprowadziła do zaprezentowania przez Sagem wielu technologicznych nowinek np.: pierwsze w Europie telewizory projekcyjne DLP z płaskim ekranem, pierwsza wbudowana korekta obrazu w terminalu, telefony bezprzewodowe DECT z funkcjami telefonu komórkowego SMS i inne.
Sagem Communication składa się z dwóch grup: Mobile Communication i Broadband Communication. Grupa Mobile Communication prowadzi centrum Badań i Rozwoju w Cergy, na północny zachód od Paryża, i zakłady produkcyjne w Fougères we francuskiej Bretanii. Grupa biznesowa Broadband Communication projektuje, opracowuje i produkuje kompletną linię produktów dla szybko rozwijających się rynków telekomunikacyjnych w zakresie szerokopasmowego dostępu do Internetu, rynków video i poligraficznych.
W Polsce Sagem znany jest również dzięki modemom ADSL, telefonom komórkowym oraz dekoderom telewizji satelitarnej.

## Historia
Firma Sagem została założona w 1924 w Paryżu przez Marcela Môme. W 1940 roku przedsiębiorstwo rozpoczęło produkcję maszyn telex.
Sagem od początku istnienia zajmuje się telekomunikacją oraz produkcją urządzeń z nią związanych.
Przedsiębiorstwo w 1961 zajęło się realizacją projektu dla Francuskiego wojska (system nawigacji dla pocisków balistycznych)
Rok 1962 Robert Labarre zostaje prezesem. W 1987 roku prezesem Sagem zostaje Pierre Faurre, w tym samym roku firma tworzy swój pierwszy fax.
Lata 90. to rozwój systemów telekomunikacji, telefonii GSM. Ważną datą w historii firmy jest rok 2005 kiedy to Sagem wraz z firmą Snecma połączyły się tworząc SAFRAN.
Obecnie prezesem firmy jest Jean-Lin Fournereaux.
Rok 2010 Sagem Orga razem z Telefonica, przedstawili pierwszą na świecie kartę SIM ze zintegrowanym WiFi. Urządzenie nazywa się SIMFi.

## Produkty

### Telefony komórkowe

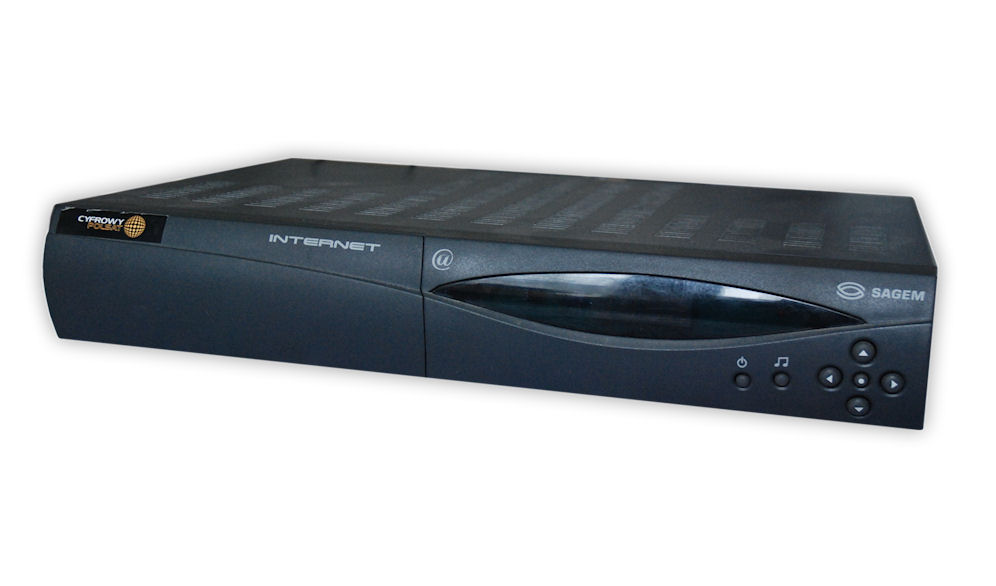
Dekoder telewizji satelitarnej ISD4285@

Telefony ze starej serii
myC – clamshell 
- myC-1
- myC2-3
- myC-3
- myC-3b
- myC3-2
- myC4-2
- myC5-2

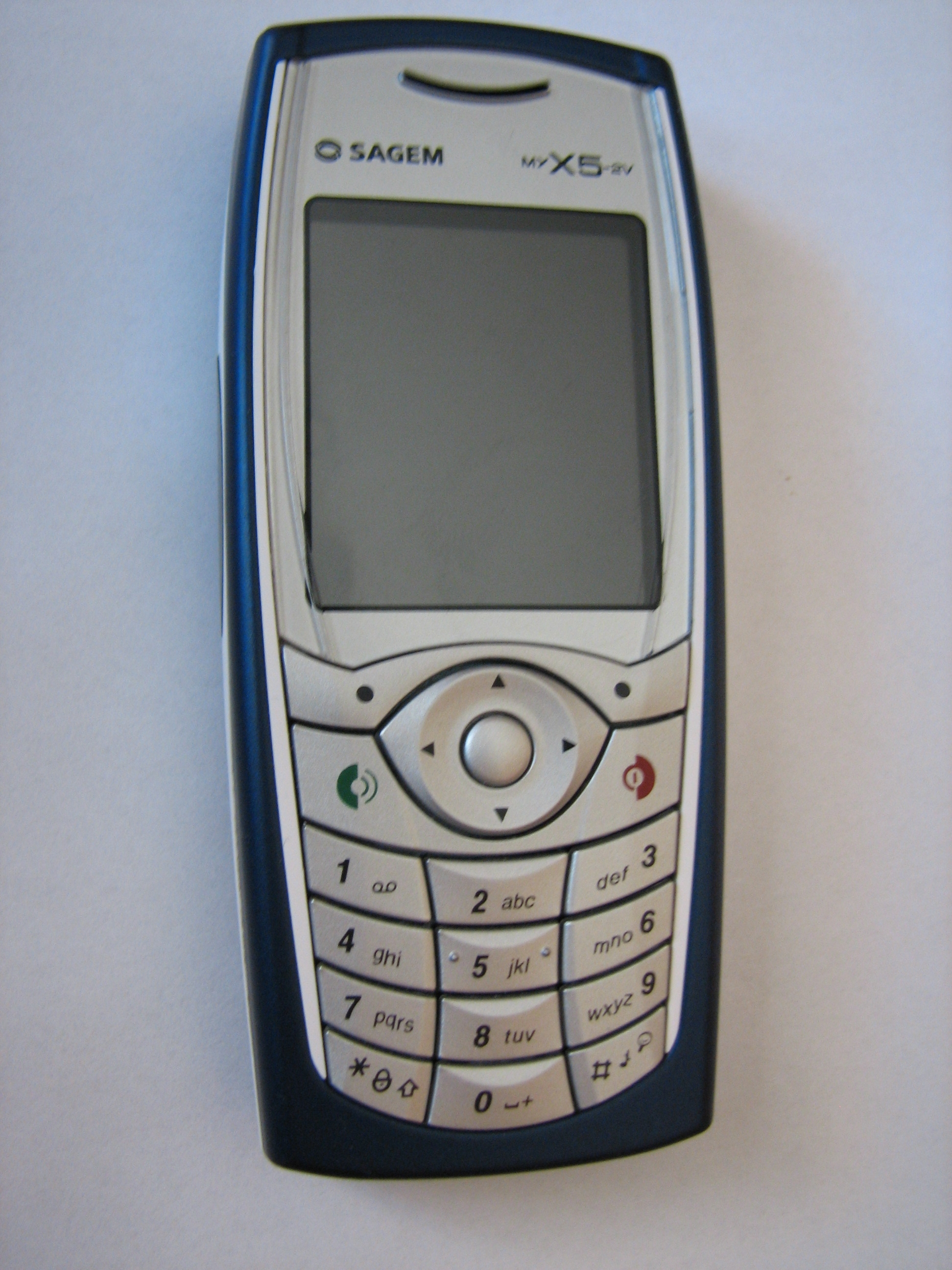
Telefon myX5-2v

- myC5-2v Dekoder telewizji satelitarnej ISD4285@

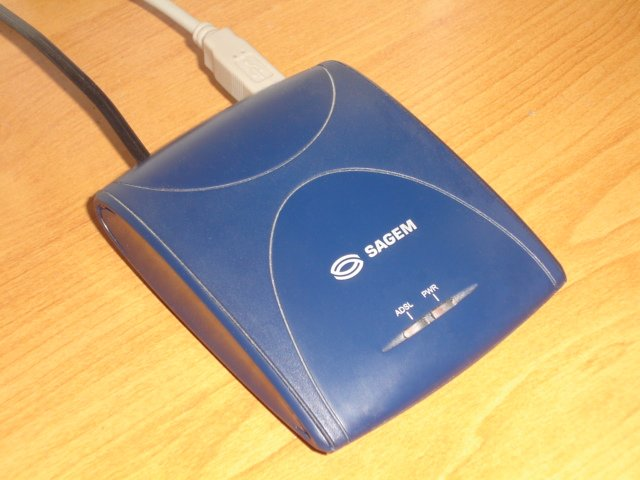
Modem F@st 800

myX – barphone
- myX-1
- myX1-2
- myX-2
- myX2-2
- myX-3
- myX3-2 Modem F@st 800
- myX-4
- myX-5
- myX5-2
- myX5-2v
- myX-6
- myX6-2
- myE77
- myX-7
- myX-8

myZ – slidephone
- my Z-3
- my Z-5
- my Z-55

myS – smartfon
- my S-7

myV
- my V-55
- my V-56
- my V-65
- my V-75
- my V-76
- my V-85

Telefony z nowej serii
- my100X
- my101X
- my200X
- my201X
- my202X
- my300X
- my301X
- my302X
- my400X
- my401X
- my405X
- my411X
- my501X
- my511X
- my521X
- my220V
- my400V
- my500V
- my600V
- my300C
- my401C
- my501C
- my850C
- my900C
- my600X
- my700X
- my750X
- my800X
- myE77

### Dekoderytelewizji satelitarnej
- ISD 3275
- ISD 4275
- ISD 4285@

### Modemy
- F@st 800
- F@st 840
- F@st 1400W
- Sagem 3202 (Livebox)